# Sean Kelly (Radsportler)

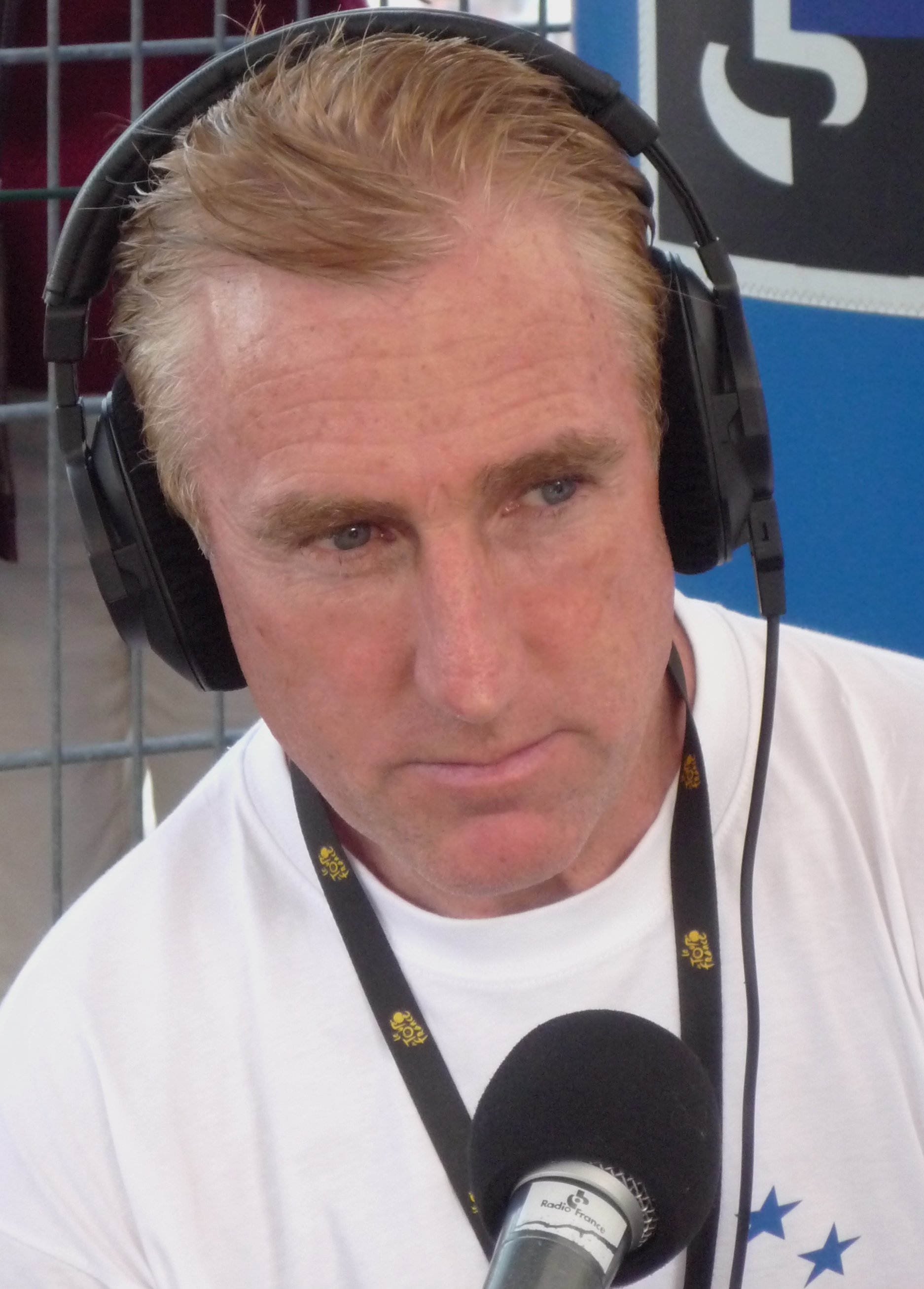
Sean Kelly als Fernsehkommentator bei der Tour de France 2009

Sean Kelly (* 24. Mai 1956 in Waterford) ist ein ehemaliger irischer Radrennfahrer. Er war einer der erfolgreichsten Klassikerjäger der 1980er und 1990er. Er gehört neben Stephen Roche zu den erfolgreichsten Fahrern Irlands.

## Karriere
Bevor Kelly Radprofi wurde, gewann er 1976 als Amateur unter anderem den Piccolo Giro di Lombardia. 1977 wurde Sean Kelly Profi, nachdem er vom französischen Teamleiter Jean de Gribaldy entdeckt worden war. Seine Sprinterqualitäten brachten ihm fünf Etappensiege sowie viermal das Grüne Trikot bei der Tour de France ein (1982, 1983, 1985 und 1989). Ebenfalls viermal holte er das Punktewertung der Vuelta a España, die der Allrounder 1988 gewinnen konnte. Bei Etappenrennen konnte der Ire außerdem  1983 und 1990 die Tour de Suisse für sich entscheiden sowie  siebenmal in Folge das „Rennen zur Sonne“ Paris–Nizza, womit er Rekordsieger dieses Rennens ist. Sean Kelly war auch ein sehr starker Zeitfahrer, so gewann er 1986 den Grand Prix des Nations.
Seine meisten Triumphe feierte Kelly bei den Eintagesrennen. Er konnte vier der fünf Monumente des Radsports mehrmals für sich entscheiden:
- Paris–Roubaix 1984 und 1986
- Lüttich–Bastogne–Lüttich 1984 und 1989
- Mailand–Sanremo 1986 und 1992
- Giro di Lombardia 1983, 1985, 1991

Neben der Flandern-Rundfahrt fehlt ihm ein Sieg bei den Straßenrad-Weltmeisterschaften, wo er 1982 und 1989 Dritter wurde.
Seine beeindruckende Konstanz spiegelte sich nicht zuletzt in der Radsport-Weltrangliste wider, die Kelly seit deren Einführung 1984 über fünf Jahre ununterbrochen anführte. Als Radprofi gewann er 194 Rennen.

## Doping
1984 wurde Sean Kelly beim Rennen Paris–Brüssel wegen des Dopings mit Pemolin vom belgischen Verband für einen Monat gesperrt und mit einer Geldstrafe von 1000 Schweizer Franken belegt.